# Perkáta
Perkáta is een plaats (nagyközség) en gemeente in het Hongaarse comitaat Fejér. Perkáta telt 4159 inwoners (2006).